# Hnezna
Hnezna (vitryska: Гнезна, ryska: Гнезно) är en agropolis i Belarus.   Den ligger i voblasten Hrodna voblast, i den västra delen av landet, 230 km väster om huvudstaden Minsk. Hnezna ligger 144 meter över havet och antalet invånare är 500.

## Natur och klimat
Terrängen runt Hnezna är huvudsakligen platt. Hnezna ligger nere i en dal. Närmaste större samhälle är Horad Vaŭkavysk, 8,1 km öster om Hnezna.
Omgivningarna runt Hnezna är en mosaik av jordbruksmark och naturlig växtlighet. Runt Hnezna är det ganska tätbefolkat, med 52 invånare per kvadratkilometer.